# Anna Basista

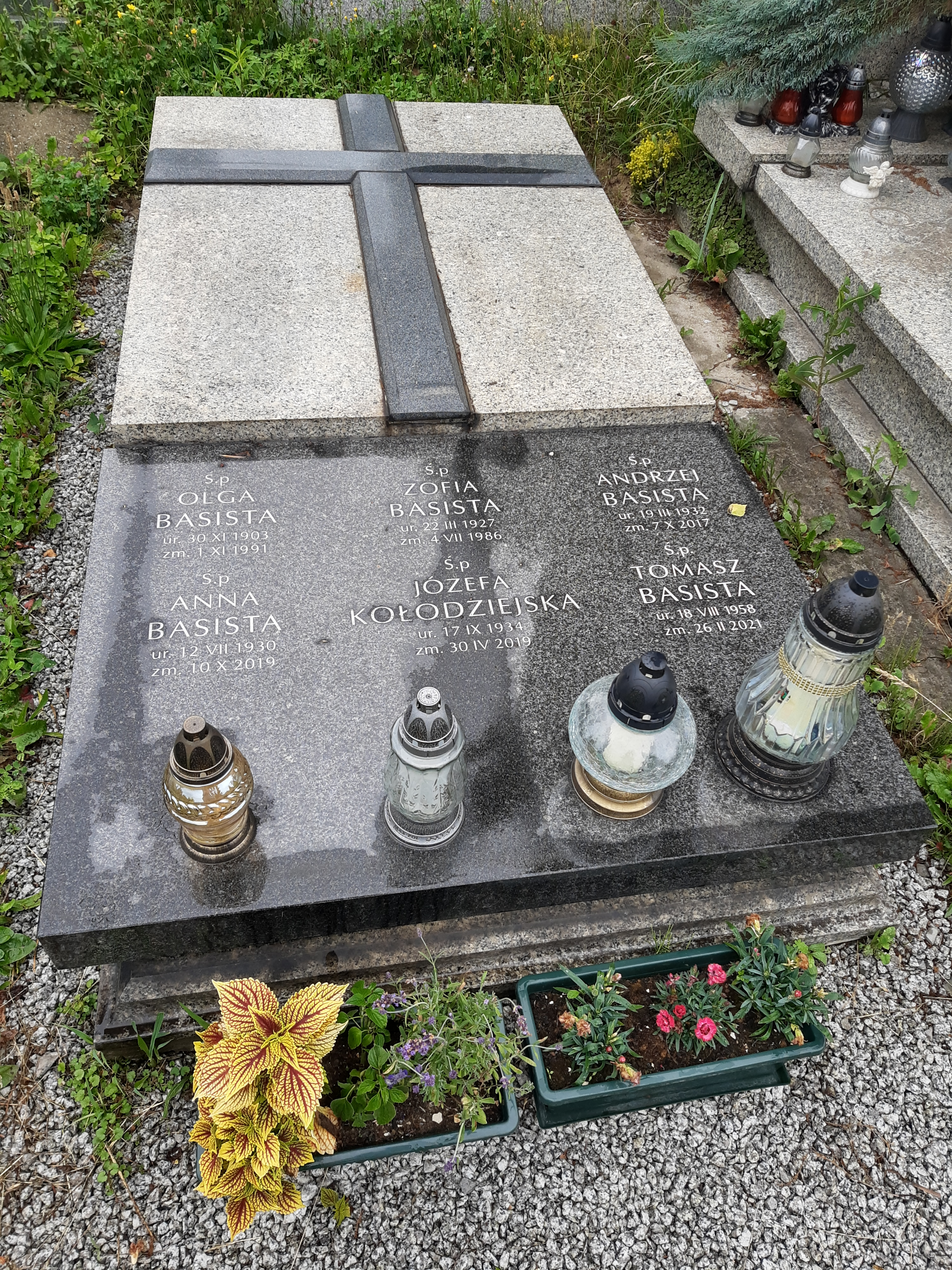
Grobowiec rodzinny na Cmentarzu Batowickim w Krakowie

Anna Basista (ur. 12 lipca 1930 w Krakowie, zm. 10 października 2019) – polska architekt i urbanistka, działająca głównie w Krakowie.

## Życiorys
Urodziła się 2 lipca 1930 roku w Krakowie. W 1958 roku została członkiem Krakowskiego Oddziału Stowarzyszenia Architektów Polskich. W 1956 roku ukończyła studia na Wydziale Architektury Politechniki Krakowskiej. W latach 1962–1979 była członkiem ekipy która zajęła się budową tzw. „Bieńczyc Nowych”, czyli nowych osiedli wybudowanych w technologii wielkopłytowej na terenie Dzielnicy XVI Bieńczyce. W latach 70. XX wieku była współautorką osiedla Prądnik Czerwony w Krakowie.
Została pochowana na Cmentarzu Prądnik Czerwony w Krakowie.

## Wyróżnienia i odznaczenia
W 1980 roku została odznaczona Srebrną Odznaką Stowarzyszenia Architektów Polskich.

## Życie prywatne
Jej mężem był Andrzej Basista (zm. 2017). Była matką architekta Tomasza Basisty (1958-2021).

## Ważniejsze projekty
- Bieńczyce, Kraków (1962–1979)
- Osiedla Prądnik Czerwony, Kraków (lata 70. XX wieku)

Opracowano na podstawie źródła:.